# Паль Дардаї
Паль Дардаї (угор. Dárdai Pál, нар. 16 березня 1976, Печ) — угорський футболіст, що грав на позиції півзахисника. По завершенні ігрової кар'єри — тренер. З 2015 року очолює тренерський штаб команди «Герта».
Виступав, зокрема, за клуб «Герта», а також національну збірну Угорщини.

## Клубна кар'єра
Народився 16 березня 1976 року в місті Печ. Вихованець футбольної школи клубу «Печ».
У дорослому футболі дебютував 1995 року виступами за команду клубу БВСК, в якій провів один сезон, взявши участь у 23 матчах чемпіонату. 
У 1996 році перейшов до клубу «Герта», за який відіграв 15 сезонів. Завершив професійну кар'єру футболіста виступами за команду «Герта» (Берлін) у 2011 році.

## Виступи за збірну
У 1998 році дебютував в офіційних матчах у складі національної збірної Угорщини. Протягом кар'єри у національній команді, яка тривала 14 років, провів у формі головної команди країни 61 матч, забивши 5 голів.

## Кар'єра тренера
Розпочав тренерську кар'єру невдовзі по завершенні кар'єри гравця, 2014 року, очоливши на нетривалий час тренерський штаб національної збірної Угорщини.
З 2015 року очолює тренерський штаб команди «Герта».

## Титули і досягнення
- Володар Кубка німецької ліги (2):

«Герта»:  2001, 2002
- Володар Кубка Інтертото (1):

«Герта»:  2006
- Кращий гравець року Угорщини: 1999, 2006

## Особисте життя
Батько, Паль Дардаї-старший (1951—2017) також був футболістом і тренером. Син, Палко Дардаї (нар. 1999), народився в Німеччині і є вихованцем «Герти».